# Malé Ozorovce
Malé Ozorovce (ungarisch Kisazar) ist eine Gemeinde im Osten der Slowakei mit 519 Einwohnern (Stand 31. Dezember 2024), die zum Okres Trebišov, einem Kreis des Košický kraj, gehört. Sie ist Teil der traditionellen Landschaft Zemplín.

## Geographie
Die Gemeinde befindet sich im westlichen Teil des Ostslowakischen Tieflands, genauer im Ostslowakischen Hügelland, am östlichen Fuß des Gebirges Slanské vrchy, im Einzugsgebiet der Ondava. Das Ortszentrum liegt auf einer Höhe von 197 m n.m. und ist viereinhalb Kilometer von Sečovce sowie 15 Kilometer von Trebišov entfernt (Straßenentfernung).
Nachbargemeinden sind Zbehňov im Norden, Nordosten und Osten, Veľké Ozorovce im Südosten, Süden und Südwesten, Zemplínska Teplica im Westen und Svinica, Dargov und Trnávka im Nordwesten.

## Geschichte

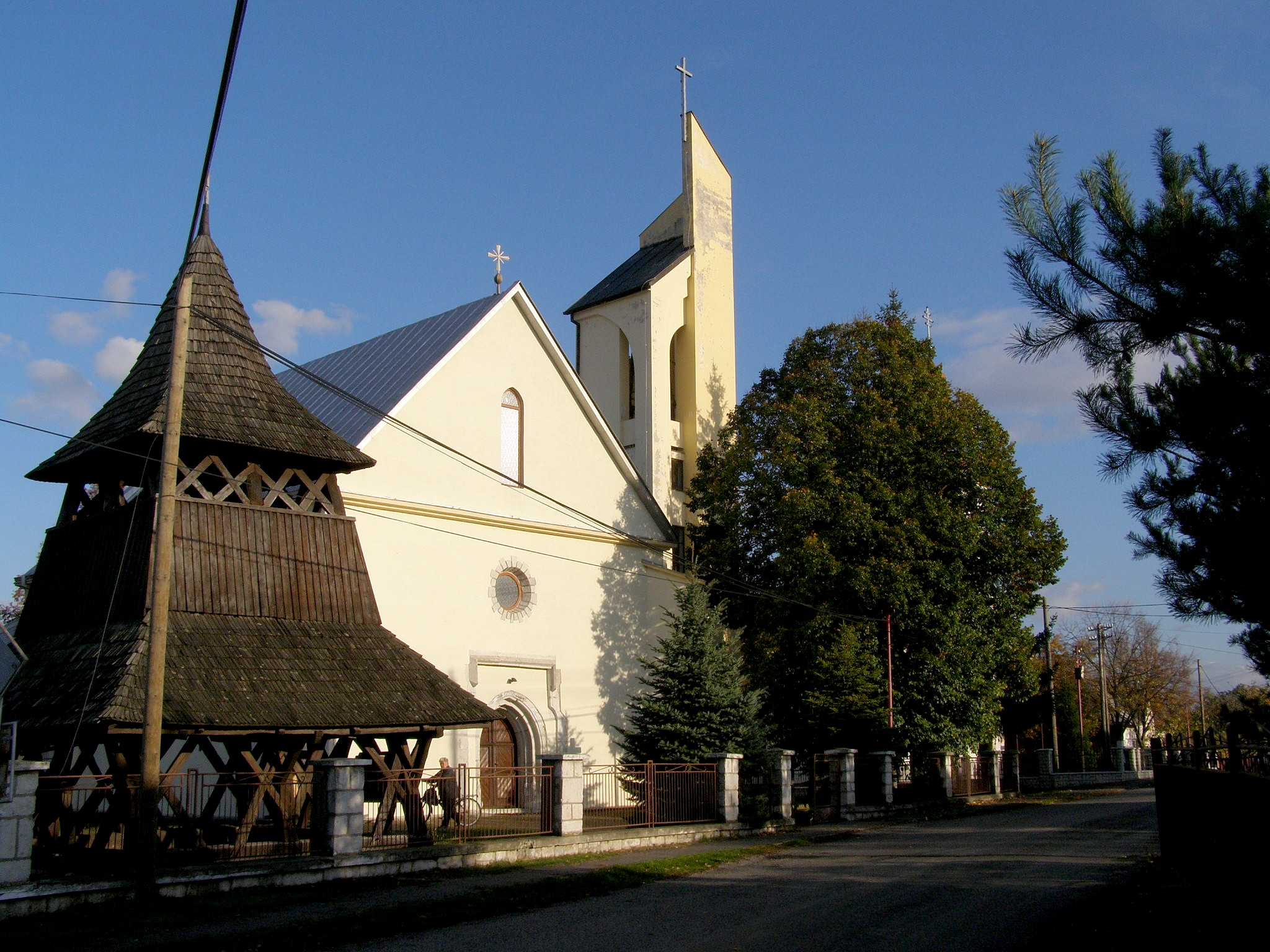
Kirche und Holzglockenturm

Malé Ozorovce wurde zum ersten Mal 1332 als Azar beziehungsweise Ozor schriftlich erwähnt, weitere historische Bezeichnungen sind unter anderen Kysazar (1342) und Male Ozorowcze (1773). Das Dorf war Besitz des Landadels, ab dem 16. Jahrhundert war es Besitz mehrerer Gutsherren, wie z. B. der Familie Szemere ab dem Jahr 1774.
1715 gab es 19 verlassene und sechs bewohnte Haushalte. 1787 hatte die Ortschaft 76 Häuser und 544 Einwohner, 1828 zählte man 94 Häuser und 692 Einwohner, die als Landwirte tätig waren. Die Bevölkerung nahm am Ostslowakischen Bauernaufstand von 1831 teil. Von 1880 bis 1910 wanderten viele Einwohner aus.
Bis 1918/1919 gehörte der im Komitat Semplin liegende Ort zum Königreich Ungarn und kam danach zur Tschechoslowakei beziehungsweise heutigen Slowakei. In der Zeit der ersten tschechoslowakischen Republik waren die Einwohner als Fuhrleute, Holzfäller und Landwirte beschäftigt. Im Verlauf des Zweiten Weltkriegs wurde der Ort am 26. November 1944 von deutschen Truppen angezündet.

## Bevölkerung
| Jahr                | 1994 | 2004    | 2014    | 2024    |
| ------------------- | ---- | ------- | ------- | ------- |
| Anzahl der Personen | 563  | 566     | 533     | 519     |
| Unterschied         |      | +0,53 % | −5,83 % | −2,62 % |

| Jahr                | 2023 | 2024    |
| ------------------- | ---- | ------- |
| Anzahl der Personen | 521  | 519     |
| Unterschied         |      | −0,38 % |

Nach der Volkszählung 2011 wohnten in Malé Ozorovce 520 Einwohner, davon 495 Slowaken, sowie jeweils ein Magyare, Tscheche und Ukrainer. 22 Einwohner machten keine Angabe zur Ethnie.
301 Einwohner bekannten sich zur römisch-katholischen Kirche, 179 Einwohner zur griechisch-katholischen Kirche, vier Einwohner zur reformierten Kirche, drei Einwohner zur orthodoxen Kirche sowie jeweils ein Einwohner zur Evangelischen Kirche A. B. und zur evangelisch-methodistischen Kirche. Sieben Einwohner waren konfessionslos und bei 24 Einwohnern wurde die Konfession nicht ermittelt.

## Bauwerke und Denkmäler
- römisch-katholische Kirche Maria Magdalena aus dem 15. Jahrhundert
- Holzglockenturm aus dem Jahr 1619[6]
- griechisch-katholische Kirche aus dem Jahr 1998

## Verkehr
Durch Malé Ozorovce führt die Cesta III. triedy 3653 („Straße 3. Ordnung“) von Zemplínska Teplica nach Sečovce. Der nächste Bahnanschluss ist in Sečovce an der Bahnstrecke Trebišov–Vranov nad Topľou, seit 2003 wird der dortige Bahnhof im regelmäßigen Personenverkehr nicht mehr angefahren, der nächste angefahrene Bahnhof ist seither in Čeľovce.